# Zheng Saisai
Zheng Saisai (chinesisch 鄭賽賽 / 郑赛赛, Pinyin Zhèng Sàisài, * 5. Februar 1994 in Xi’an) ist eine chinesische Tennisspielerin. Ihr Vater ist Tibeter.

## Karriere
Zheng, die im Alter von acht Jahren mit dem Tennissport begann, gehörte schon als Juniorin zu den besten ihres Jahrgangs. So gewann sie 2010 den Einzelwettbewerb des Osaka Mayor’s Cup, eines der bedeutendsten Juniorentennisturniere, und errang bei den Olympischen Jugend-Sommerspielen in Singapur an der Seite von Tang Haochen nach einem Finalsieg über Jana Čepelová und Chantal Škamlová die Goldmedaille im Doppel. Im Einzelwettkampf unterlag sie im Endspiel Darja Gawrilowa und gewann damit Silber. Anfang 2011 erzielte sie mit Platz sieben ihre höchste Platzierung in der Junioren-Tennisweltrangliste.
2008 debütierte Zheng auf dem ITF Women’s Circuit und feierte 2009 ihren ersten Profititel. 2011 gab sie in Guangzhou ihren Einstand im Hauptfeld eines WTA-Turniers, nachdem sie von den Veranstaltern eine Wildcard erhalten hatte, und schied zum Auftakt gegen Noppawan Lertcheewakarn aus. Im Doppel hingegen rückte sie auf Anhieb ins Finale vor und gewann dort zusammen mit Hsieh Su-wei ihren ersten WTA-Titel. 2012 siegte sie in Kurume erstmals bei einem ITF-Turnier der $50.000-Kategorie und gewann im Anschluss in Stanford ihr erstes Match im Hauptfeld eines WTA-Turniers. Nachdem sie ursprünglich bereits in der Qualifikation gescheitert war, rückte sie als Lucky Loser in die Hauptrunde nach und profitierte dort in der ersten Runde von der Aufgabe ihrer Gegnerin Ayumi Morita, ehe sie in der zweiten Runde gegen Sorana Cîrstea verlor. Anschließend trat sie bei den US Open erstmals in der Qualifikation eines Grand-Slam-Turniers an, bei der sie erst in der Schlussrunde unterlag.
Im Jahr darauf erreichte Zheng bei einem Turnier der WTA Challenger Series in Suzhou das Endspiel, musste sich aber Shahar Peer in drei Sätzen geschlagen geben. Ihr mit Abstand bestes Saisonresultat gelang ihr jedoch im Doppel, wo sie zum Saisonauftakt bei den Australian Open gemeinsam mit Varvara Lepchenko bis ins Halbfinale kam, in dem die beiden erst von Ashleigh Barty und Casey Dellacqua besiegt wurden. 2014 gewann sie zunächst in Anning einen weiteren ITF-Titel der $50.000-Kategorie, bevor sie sich in New York zum ersten Mal für das Hauptfeld eines Grand-Slam-Turniers qualifizieren konnte und dort nach einem Sieg über Stefanie Vögele zum Auftakt sogleich in die zweite Runde vorrückte, in der sie Lucie Šafářová unterlag. Danach erzielte Zheng in Hongkong ihr erstes WTA-Viertelfinale, auf das in der darauffolgenden Woche in Tianjin der erste Einzug in eine Halbfinale folgte, in dem sie von der späteren Siegerin Alison Riske gestoppt wurde. Durch das Erreichen des Viertelfinals bei zwei weiteren WTA-Challenger-Turnieren zum Saisonende, gelang ihr der Sprung in die Top 100 der Tennisweltrangliste. Bei den Asienspielen 2014 in Incheon unterlag sie Finale des Mannschaftswettbewerbs zusammen mit Duan Yingying, Zhang Shuai und Zheng Jie dem Team aus Taiwan und gewann Silber. 2015 startete Zheng zum Auftakt mit einem Halbfinale in Shenzhen, bevor sie nacheinander zwei ITF-Turniere der $75.000-Kategorie in Gifu und Anning gewinnen konnte. Ihren größten Erfolg hatte sie mit dem Triumph beim WTA-Challenger in Dalian, wo sie nach einem Sieg im Finale gegen Julia Glushko ihren bis dahin größten Titel erringen konnte. Daneben konnte sie gemeinsam mit ihrer Landsfrau Xu Yifan in Stanford und Tianjin zwei weitere WTA-Titel im Doppel erringen. Bei den vier Grand-Slam-Turnieren des Jahres schied sie hingegen jeweils in der ersten Runde aus.
Mit ihr zusammen stieß sie auch bei den Australian Open 2016 zum zweiten Mal nach 2013 ins Halbfinale eines Grand-Slam-Turniers vor, ehe sie von Andrea Hlaváčková und Lucie Hradecká geschlagen wurden. Im Einzel erzielte sie mit dem Halbfinale in Nottingham sowie dem Viertelfinale in Stanford, wo sie Johanna Konta unterlag, ihre besten Saisonergebnisse. Außerdem konnte sie gegen Petra Kvitová in Shenzhen sowie Angelique Kerber in Doha ihre ersten beiden Siege gegen Spielerinnen aus den Top 10 der Weltrangliste landen. Darüber hinaus erhielt sie bei den Olympischen Spielen in Rio de Janeiro von der ITF einen Platz im Hauptfeld und besiegte dort in der ersten Runde des Einzelwettbewerbs Agnieszka Radwańska, musste sich aber in der zweiten Runde Darja Kassatkina geschlagen geben. Auch im Doppel erreichte sie mit Xu Yifan zusammen nach einem Auftakterfolg gegen die Schwestern Ljudmyla und Nadija Kitschenok die zweite Runde, in der sie an Roberta Vinci und Sara Errani scheiterten.
Im Jahr 2017 spielte Zheng dann zunächst wieder verstärkt auf der ITF-Tour, auf der sie in Quanzhou ein Turnier der $60.000-Kategorie gewinnen konnte, gefolgt von einem Titel der $100.000-Kategorie in Anning. In Madrid errang sie anschließend gegen Elina Switolina in der ersten Runde ihren fünften Top-Sieg. Nach dem Ausscheiden in der zweiten Runde der US Open, beendete sie die Saison verletzungsbedingt frühzeitig. Dennoch überwinterte sie das vierte Jahr in Folge unter den besten 100 des Rankings. Erst im März 2018 gab Zheng bei einem ITF-Turnier in Shenzhen ihr Comeback auf der Tennistour und gewann wenig später in Zhengzhou nach einem Endspielerfolg über Wang Yafan ihren zweiten Titel bei einem WTA-Challenger. Auch in Anning stand sie im Endspiel, verlor dort jedoch gegen Irina Chromatschowa im Tiebreak des dritten Satzes. Durch ihre erste Finalteilnahme auf der WTA-Tour in Nanchang, wo sie im Finale gegen ihre Landsfrau Wang Qiang aufgeben musste, sowie dem Einzug ins Halbfinale von Washington und den abschließenden Titelgewinn beim ITF-Turnier der $100.000-Kategorie in Suzhou, gelang Zheng der erstmalige Sprung in die Top 50 der Tennisweltrangliste. Im Dameneinzel-Finale bei den Asienspielen 2018 in Jakarta unterlag sie ihrer Landsfrau Wang Qiang und gewann Silber.
Nach einem wechselhaften Saisonbeginn gewann Zheng 2019 in Anning durch einen Sieg im Endspiel gegen Zhang Shuai ihren dritten Titel bei einem chinesischen Challenger-Turnier und kam anschließend in Madrid bis ins Achtelfinale, in dem sie Sloane Stephens unterlag. Bei den French Open erreichte sie im Anschluss an der Seite von Duan Yingying überraschend ihr erstes Grand-Slam-Finale im Doppel, das sie gegen Kristina Mladenovic und Tímea Babos verloren. Zuvor hatte sie mit Wiktoryja Asaranka in Acapulco ihren vierten WTA-Doppeltitel errungen. In New York kamen die beide noch einmal ins Viertelfinale, in dem sie den späteren Siegerinnen Aryna Sabalenka und Elise Mertens unterlagen. Beim Premier-Turnier in San José errang sie dann nach drei Erstrundenniederlagen auf Rasen ihren ersten WTA-Titel im Einzel; im Finale schlug sie Aryna Sabalenka in zwei Sätzen. Obwohl sie wie auch 2015 ohne Hauptrundenerfolg bei einem Grand-Slam-Turnier blieb, erhielt sie durch ihren Erfolg eine Wildcard für die WTA Elite Trophy 2019 in Zhuhai, wo sie nach einem Sieg in der Gruppenphase über Madison Keys sowie einer Niederlage gegen Petra Martić aufgrund der besseren Spieldifferenz ins Halbfinale vorrückte, in dem sie sich Kiki Bertens geschlagen geben musste.
Anfang 2020 erzielte Zheng in Melbourne an der Seite von Joran Vliegen erstmals das Viertelfinale des Mixed-Wettbewerbs bei einem Grand-Slam-Turnier. Daneben erreichte sie gemeinsam mit Duan das Endspiel des WTA-Turniers von Shenzhen sowie mit Barbora Krejčíková zusammen das Finale von Dubai, unterlag aber beide Male. Nach dem Einzug ins Viertelfinale von Doha, in dem sie in drei Sätzen gegen die spätere Siegerin Aryna Sabalenka ausschied, erzielte sie mit Platz 34 ihre bis dahin höchste Weltranglistenposition. Mit Ausbruch der COVID-19-Pandemie im Frühjahr 2020 zog sich Zheng wie viele andere chinesische Sportler zunächst von internationalen Wettkämpfen zurück und trat erst zum Auftakt der Saison 2021 wieder bei Turnieren der WTA Tour an, verlor aber ihre ersten sechs Partien in Folge.
Bei den Tenniswettbewerben der Olympischen Spiele in Tokio scheiterte sie im Einzel gegen Naomi Ōsaka sowie im Doppel an der Seite von Duan Yingying nach einer Auftaktniederlage gegen Karolína Plíšková und Markéta Vondroušová jeweils in der ersten Runde aus. In der Weltrangliste abgerutscht, ging Zheng wieder bei kleineren Turnieren der ITF Tour an den Start, wo sie in Caldas da Rainha ihren insgesamt zwölften Titel verbuchen konnte. Trotz enttäuschender Saison im Einzel konnte Zheng im Doppel an die Leistungen vergangener Jahre anknüpfen. So gelangte sie zunächst gemeinsam mit Heather Watson ins Endspiel von Monterrey, bevor sie an der Seite ihrer Landsfrau Wang Xinyu in Courmayeur mit einem Sieg über Eri Hozumi und Zhang Shuai ihren fünften Doppeltitel auf der WTA Tour erringen konnte. Mit Wang als Partnerin triumphierte sie zuvor schon in Columbus zum dritten Mal bei einem WTA-Challenger und erreichte mit ihr zusammen anschließend auch das Finale von Linz.
2015 debütierte Zheng bei der 1:2-Niederlage gegen Kasachstan für die chinesische Fed-Cup-Mannschaft. Seitdem hat sie für ihr Land 17 Begegnungen im Einzel und Doppel bestritten, von denen sie elf gewinnen konnte (Einzelbilanz 9:3).

## Turniersiege

### Einzel
| Nr. | Datum              | Turnier          | Kategorie      | Belag             | Finalgegnerin    | Ergebnis      |
| --- | ------------------ | ---------------- | -------------- | ----------------- | ---------------- | ------------- |
| 1.  | 12. Juli 2009      | Shenzhen         | ITF $10.000    | Hartplatz         | Sabina Sharipova | 7:5, 6:4      |
| 2.  | 31. Oktober 2010   | Taipeh           | ITF $10.000    | Hartplatz (Halle) | Zhang Ling       | 6:3, 6:3      |
| 3.  | 20. Mai 2012       | Kurume           | ITF $50,000    | Rasen             | Monique Adamczak | 7:5, 6:2      |
| 4.  | 27. Oktober 2012   | Taipeh           | ITF $25,000    | Hartplatz         | Sarina Dijas     | 6:4, 6:1      |
| 5.  | 3. Mai 2014        | Anning           | ITF $50.000    | Sand              | Jovana Jakšić    | 6:2, 6:3      |
| 6.  | 3. Mai 2015        | Gifu             | ITF $75.000    | Hartplatz         | Naomi Ōsaka      | 3:6, 7:5, 6:4 |
| 7.  | 9. Mai 2015        | Anning           | ITF $75.000    | Sand              | Han Xinyun       | 6:4, 3:6, 6:4 |
| 8.  | 13. September 2015 | Dalian           | WTA Challenger | Hartplatz         | Julia Glushko    | 2:6, 6:2, 7:5 |
| 9.  | 2. April 2017      | Quanzhou         | ITF $60.000    | Hartplatz         | Liu Fangzhou     | 6:2, 6:3      |
| 10. | 29. April 2017     | Anning           | ITF $100.000   | Sand              | Sarina Dijas     | 7:5, 6:4      |
| 11. | 22. April 2018     | Zhengzhou        | WTA Challenger | Hartplatz         | Wang Yafan       | 5.7, 6:2, 6:1 |
| 12. | 28. April 2018     | Quanzhou         | ITF $60.000    | Hartplatz         | Liu Fangzhou     | 6:3, 6:1      |
| 13. | 21. Oktober 2018   | Suzhou           | ITF $100.000   | Hartplatz         | Jana Čepelová    | 7:5, 6:1      |
| 14. | 28. April 2019     | Anning           | WTA Challenger | Sand              | Zhang Shuai      | 6:4, 6:1      |
| 15. | 4. August 2019     | San José         | WTA Premier    | Hartplatz         | Aryna Sabalenka  | 6:3, 7:63     |
| 16. | 19. September 2021 | Caldas da Rainha | ITF W60        | Hartplatz         | Harmony Tan      | 6:4, 3:6, 6:3 |

### Doppel
| Nr. | Datum              | Turnier       | Kategorie         | Belag             | Partnerin               | Finalgegnerinnen                               | Ergebnis         |
| --- | ------------------ | ------------- | ----------------- | ----------------- | ----------------------- | ---------------------------------------------- | ---------------- |
| 1.  | 4. Juli 2010       | Hefei         | ITF $10.000       | Hartplatz         | Tian Ran                | Bai Xi Zhang Kailin                            | 6:0, 6:4         |
| 2.  | 29. Mai 2011       | Changwon      | ITF $25.000       | Hartplatz         | Chan Hao-ching          | Yurika Sema Erika Takao                        | 6:2, 4:6, [11:9] |
| 3.  | 18. September 2011 | Ningbo        | ITF $100.000      | Hartplatz         | Tetjana Luschanska      | Chan Chin-wei Han Xinyun                       | 6:4, 5:7, [10:5] |
| 4.  | 24. September 2011 | Guangzhou     | WTA International | Hartplatz         | Hsieh Su-wei            | Chan Chin-wei Han Xinyun                       | 6:2, 6:1         |
| 5.  | März 2012          | Sanya         | ITF $25.000       | Hartplatz         | Erika Sema              | Liang Chen Zhou Yimiao                         | 6:2, 6:2         |
| 6.  | 1. April 2012      | Phuket        | ITF $25.000       | Hartplatz (Halle) | Noppawan Lertcheewakarn | Han Xinyun Sun Shengnan                        | 6:3, 6:3         |
| 7.  | 6. Mai 2012        | Gifu          | ITF $50.000       | Hartplatz         | Jessica Pegula          | Chan Chin-wei Hsu Wen-hsin                     | 6:4, 3:6, [10:4] |
| 8.  | 10. Mai 2014       | Trnava        | ITF $75.000       | Sandplatz         | Stephanie Vogt          | Margarita Gasparjan Jewgenija Rodina           | 6:4, 6:2         |
| 9.  | 8. Mai 2015        | Anning        | ITF $75.000       | Hartplatz         | Xu Yifan                | Yang Zhaoxuan Ye Qiuyu                         | 7:5, 6:2         |
| 10. | 2. August 2015     | Nanchang      | WTA Challenger    | Hartplatz         | Chang Kai-chen          | Chan Chin-wei Wang Yafan                       | 6:3, 4:6, [10:3] |
| 11. | 8. August 2015     | Stanford      | WTA Premier       | Hartplatz         | Xu Yifan                | Anabel Medina Garrigues Arantxa Parra Santonja | 6:1, 6:3         |
| 12. | 12. September 2015 | Dalian        | WTA Challenger    | Hartplatz         | Zhang Kailin            | Chan Chin-wei Darija Jurak                     | 6:3, 6:4         |
| 13. | 18. Oktober 2015   | Tianjin       | WTA International | Hartplatz         | Xu Yifan                | Darija Jurak Nicole Melichar                   | 6:2, 3:6, [10:8] |
| 14. | 14. Juli 2018      | Contrexéville | ITF $100.000      | Sandplatz         | An-Sophie Mestach       | Prarthana Thombare Eva Wacanno                 | 3:6, 6:2, [10:7] |
| 15. | 2. März 2019       | Acapulco      | WTA International | Hartplatz         | Wiktoryja Asaranka      | Desirae Krawczyk Giuliana Olmos                | 6:1, 6:2         |
| 16. | 25. September 2021 | Columbus      | WTA Challenger    | Hartplatz (Halle) | Wang Xinyu              | Dalila Jakupović Nuria Párrizas Díaz           | 6:1, 6:1         |
| 17. | 30. Oktober 2021   | Courmayeur    | WTA 250           | Hartplatz (Halle) | Wang Xinyu              | Eri Hozumi Zhang Shuai                         | 6:4, 3:6, [10:5] |
| 18. | 23. Juni 2024      | Berlin        | WTA 500           | Rasen             | Wang Xinyu              | Chan Hao-ching Weronika Kudermetowa            | 6:2, 7:5         |

## Abschneiden bei Grand-Slam-Turnieren

### Einzel
| Turnier         | 2012 | 2013 | 2014 | 2015 | 2016 | 2017 | 2018 | 2019 | 2020 | 2021 | 2022 | 2023 | 2024 | 2025 | Karriere |
| --------------- | ---- | ---- | ---- | ---- | ---- | ---- | ---- | ---- | ---- | ---- | ---- | ---- | ---- | ---- | -------- |
| Australian Open | —    | Q1   | Q1   | 1    | 2    | 1    | —    | 1    | 2    | 1    | —    | —    | —    | 1    | 2        |
| French Open     | —    | Q1   | Q2   | 1    | 1    | 1    | 1    | 1    | —    | 2    | —    | —    | —    | —    | 2        |
| Wimbledon       | Q2   | —    | Q1   | 1    | 1    | 1    | 2    | 1    |      | —    | —    | —    | —    | —    | 2        |
| US Open         | Q3   | Q1   | 2    | 1    | 2    | 2    | Q1   | 1    | —    | —    | —    | —    | 1    |      | 2        |

Zeichenerklärung: S = Turniersieg; F, HF, VF, AF = Einzug ins Finale / Halbfinale / Viertelfinale / Achtelfinale; 1, 2, 3 = Ausscheiden in der 1. / 2. / 3. Hauptrunde; Q1, Q2, Q3 = Ausscheiden in der 1. / 2. / 3. Qualifikationsrunde; nicht ausgetragen

### Doppel
| Turnier         | 2012 | 2013 | 2014 | 2015 | 2016 | 2017 | 2018 | 2019 | 2020 | 2021 | 2022 | 2023 | 2024 | 2025 | Karriere |
| --------------- | ---- | ---- | ---- | ---- | ---- | ---- | ---- | ---- | ---- | ---- | ---- | ---- | ---- | ---- | -------- |
| Australian Open | —    | HF   | 1    | 1    | HF   | AF   | —    | 1    | 1    | 1    | —    | —    | —    | AF   | HF       |
| French Open     | 2    | VF   | 2    | 2    | VF   | VF   | 1    | F    | —    | 2    | —    | —    | —    | 2    | F        |
| Wimbledon       | 1    | 2    | 1    | 1    | 1    | —    | —    | AF   |      | —    | —    | —    | 1    | 1    | AF       |
| US Open         | 1    | 2    | 2    | 2    | AF   | 2    | 1    | VF   | —    | —    | —    | —    | 1    |      | VF       |

### Mixed
| Turnier         | 2013 | 2014 | 2015 | 2016 | 2017 | 2018 | 2019 | 2020 | Karriere |
| --------------- | ---- | ---- | ---- | ---- | ---- | ---- | ---- | ---- | -------- |
| Australian Open | —    | —    | —    | 1    | AF   | —    | —    | VF   | VF       |
| French Open     | —    | —    | —    | —    | —    | —    | —    |      | —        |
| Wimbledon       | 2    | —    | —    | —    | —    | —    | AF   |      | AF       |
| US Open         | 1    | —    | —    | —    | —    | —    | 1    |      | 1        |